# Споменик палим борцима у ратовима 1990—1999. у Земуну
Споменик палим борцима у ратовима 1990—1999. у Земуну налази се код зграде општине Земун. Споменик је направљен од црног мермера, има постамент и стилизоване плоче на којима су уклесана имена 45 пала борца у ратовима 1990—1999. На врху пише: „Они су пали непобеђени”. Са задње стране је натпис: „Подиже споменик удружење бораца рата 1990—1999, Општински одбор Земун”.
У Земуну се обележава дан палим борцима у ратовима 1990-их, а помену присуствују чланови породица погинулих, представници борачких и инвалидских удружења, представници општине Земун, друштвених и привредних организација, и минутом ћутања одају почаст настрадалим учесницима у рату.
Споменици палим борцима у ратовима 1990—1999. подигнути су широм Србије. У Београду је у Ташмајданском парку подигнуто спомен-обележје посвећено девојчици Милици Ракић и деци страдалој у бомбардовању, подигнут је и споменик „Зашто?” погинулим радницима РТС-а, на Стражевици је спомен-обележје „Гласник са Стражевице”, на Савском тргу је Споменик жртвама рата и браниоцима отаџбине 1990—1999, на Косову и Метохији је спомен обележје палим борцима у Звечану, као и месту Жеровница, у Лесковцу је постављена спомен чесма у знак сећања на страдале борце из лесковачког краја у ратовима од 1991—1999, у Власотинцу, као и у Параћину, су споменици палим борцима у ратовима 1990—1999.